# Merchandising

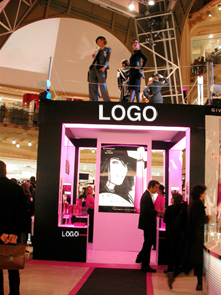
Le marchandisage peut augmenter le chiffre d'affaires de la distribution.

Le marchandisage, ou merchandising en anglais, désigne l’ensemble des techniques commerciales et marketing mises en œuvre dans un point de vente pour optimiser la présentation des produits, valoriser les marques et stimuler l’achat.
Le terme s'est développé consécutivement à l'essor de la vente en libre-service, où chaque produit doit être exposé convenablement pour qu'il soit en mesure de se « vendre lui-même ».
Selon l'Institut français du merchandising (IFM), une structure paritaire créée en 1972 qui rassemble toute la communauté industrie/commerce autour des sujets qui constituent leurs priorités : « Le merchandising est un ensemble d'études et de techniques d'applications, mises en œuvre séparément ou conjointement par les distributeurs et les producteurs, en vue d'accroitre la rentabilité du point de vente et l'écoulement des produits, par une adaptation permanente de l'assortiment aux besoins du marché et par la présentation appropriée des marchandises. »
Selon Kepner, le merchandising recouvre l'ensemble des techniques susceptibles de répondre aux questions fondamentales suivantes :
- Le bon produit ? – notions d’assortiments
- Au bon endroit ? – notion de linéaires, mais aussi d’organisation générale du point de vente
- Au bon moment ? – notion de saisonnalité, mais aussi d’opportunités (promotions, etc.)
- Au bon prix ? – prix accepté par le marché (les consommateurs) et marge suffisante pour le commerce
- Avec la bonne quantité ? – notion de taux de service ou, à l’inverse, de suppression des ruptures
- Avec la bonne information ? – tout ce qui peut renseigner le consommateur au moment de l’acte d’achat.

En anglais, le mot merchandising a une signification beaucoup plus large et désigne souvent la création de produits dérivés (le merchandising d'artistes vendus lors des concerts ou celui de Coca-Cola, par exemple, composé de casquettes, tee-shirts, etc.). Le « merchandising » français correspond en anglais à du « retail merchandising » ou « visual merchandising ».

## Enjeux
Selon Brassart et Panazol, le marchandisage recouvre concrètement trois aspects essentiels :
- l'assortiment, où il s'agit de déterminer et de gérer l'offre produits faite par le point de vente,
- le merchandising de base, où il s'agit d'agencer et d'aménager globalement l'espace commercial d'une surface de vente (allées de circulation, emplacement des rayons, etc.),
- le marchandisage des linéaires, où il s'agit d'implanter et de disposer les produits dans les meubles de vente.

Le marchandisage doit concilier et harmoniser des intérêts souvent divergents :
- Intérêt du consommateur : il vient dans le magasin pour trouver des réponses à ses attentes :
  - choix d'un assortiment pertinent,
  - disponibilité effective des produits (absence de ruptures),
  - climat propice aux achats : clarté, attractivité de la présentation des produits, information suffisante, etc.

- Intérêt du fournisseur : il entend présenter son offre et écouler ses produits :
  - occupation de l'espace linéaire conforme à sa part de marché,
  - respect de son image, de la spécificité présentée par sa gamme de produits.
- Intérêt du distributeur : il entend être considéré comme un intermédiaire reconnu et rémunéré pour son service,
  - sachant présenter l'offre produits telle qu'attendue par la majorité de la clientèle acquise et potentielle,
  - sachant également tenir compte de certaines spécificités de la clientèle située dans la zone de chalandise du magasin.

## Contexte
Le merchandising n'est pas une « science exacte ». C'est davantage un « état d'esprit », forgé par l'expérience, qui se nourrit des bonnes pratiques rencontrées sur le terrain. Il concilie esprit marketing et savoir-faire commercial ; il doit être, idéalement, le résultat d'un partenariat entre le distributeur et le fabricant ; les maitres-mots du « merchandiseur » sont : pragmatisme, attention, rigueur, imagination et création.
Le merchandising nécessite à la fois des compétences techniques et personnelles. Sur le plan technique, il nécessite des bases généralistes des différents métiers techniques (menuisier, architecte, décorateur, photographe, designer, informatique…), des connaissances décoratives mobilisées dans le cadre d'un projet de réalisation d'une boutique, vitrine ou magasin, et une expertise sur les principes de marketing et de vente en général et de merchandising en particulier. Sur le plan personnel, il nécessite : une résistance physique exigée par le travail en magasin ; une large autonomie, faire preuve de curiosité et de créativité ; de solides capacités relationnelles pour travailler en équipe, intervenir au sein du groupe sur la planification et la gestion de projet, pour convaincre et imposer en douceur les projets aux équipes commerciales ; et une capacité à travailler dans l'urgence, sens impératif du délai.
Le merchandising s'inscrit dans un réseau de contraintes parmi lesquelles figurent les paramètres matériels (surface de vente, taille des réserves, meubles-présentoirs…), les paramètres logistiques et d'approvisionnement et, aussi, l'existence éventuelle chez le distributeur de personnels dédiés aux tâches de merchandising (en magasin, à l'échelon régional ou national de l'enseigne), et la politique générale de l'enseigne, de la centrale d'achat ou du point de vente. Sachant que ces deux derniers éléments contribuent à ce que l'intervention autrefois directe du fournisseur sur les linéaires des distributeurs passe aujourd'hui par les fourches caudines d'une négociation bilatérale.

## Caractéristiques

### Assortiment
L’assortiment correspond à la première affirmation de la définition de Keppner : « Le BON produit », ce qui peut surprendre, car chacun sait que dans de nombreuses enseignes les assortiments sont traités par les acheteurs ou chefs de produits. Et pourtant la question des assortiments est bien une question fondamentale du merchandising pour au moins une raison : le nombre de références, dans les commerces physiques, est indissociable de l’espace linéaire qui leur est attribué.
Par ailleurs, outre la recherche du nombre optimal de références par rayon, catégorie ou segment de besoin, le traitement des assortiments passe par une recherche d’équilibre dans le choix des produits entre marques nationales, marques de distributeurs (MDD) et premiers prix, mais aussi entre produits régionaux, nationaux et locaux, pour ne citer que les critères essentiels. De nombreuses techniques quantitatives et qualitatives ont été développées dans le cadre du merchandising pour permettre de définir, dans chaque cas, les assortiments les plus demandés par les consommateurs et les plus rentables pour les commerces et les industries.

### Recherche facilitée des offres
Il éclaire l'organisation en ce qu'il permet de faciliter au consommateur la recherche de produits dans la limite des besoins logistiques. On entend par là, entre autres, la notion d'organisation globale du point de vente, l'étude des flux clients et de l'attractivité des familles, l'organisation et le repérage des produits depuis l'univers, en passant par la catégorie, jusqu'au produit élémentaire. Exemple possible de séquence choisie : l'univers Boissons, la catégorie Eaux minérales, le produit Untel de la marque Unetelle présenté en conditionnement / présentation Un(e)tel(le).
La facilité de recherche par le client est en fonction : de son rattachement à une famille d'articles, et par conséquent à un rayon ; de l'implantation des rayons qui en principe reste stable pour ne pas gêner la clientèle, mais qui peut être modifiée à l'occasion de la saisonnalité (rayon de Noël, rentrée des classes, etc.) ; du circuit client, qui est en principe influencé par la circulation générale des clients dans le magasin (problématique de l'organisation du « sens de circulation » qui représente le circuit de visite le plus probable d'un client depuis le ou les points d'entrée en magasin, jusqu'à la sortie par les caisses) ; et du poids visuel de la marchandise dans les linéaires de la surface de vente (nombre de facings, positionnés physiquement en 3D).

### Gestion facile de l'espace affectée aux offres
Il éclaire la gestion en ce qu'il permet d'optimiser la gamme et l'espace linéaire occupé (part de linéaire, mètre linéaire au sol ou développé, facings, visibilité). Il provient de la base de résultats en volumes, chiffres d'affaires ou marge mais également en tenant compte des délais de paiement, des dates de péremption des produits (aussi appelées DLC = Dates Limites de Consommation, ou DLV = Dates Limites de Vente).
La gestion de l'espace affectée aux offres arbitre le cumul des marges des offres vendues avec l'espace utilisé. Elle est donc fonction de l'importance des linéaires produit et du poids des grandes marques et marques du distributeur. Pour mesurer l'exactitude de la place accordée aux produits sur le linéaire, le responsable du merchandising peut calculer plusieurs indicateurs comme :
- l'ISCA (indice de sensibilité au chiffre d'affaires), obtenu en rapportant le chiffre d'affaires dégagé par le linéaire développé ;
- l'ISMB (indice de sensibilité à la marge brute), obtenu en rapportant la marge brute dégagée ou le bénéfice brut par le linéaire développé ;
- l'ISVOL (indice de sensibilité de volume),  obtenu en rapportant les quantités vendues (volume) par le linéaire développé.

On rappelle que le « linéaire développé » est mesuré par le métrage du meuble linéaire mesuré au sol multiplié par le nombre de niveaux disponibles dans le meuble linéaire.

### Motivation, attirance et différence

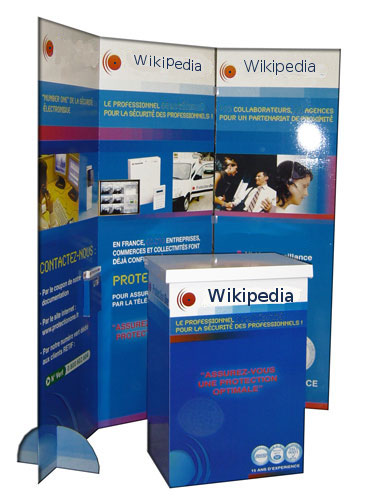
Informations sur le lieu de vente (ILV).

Il éclaire la dimension de séduction en ce qu'il permet de rendre l'offre plus attrayante, séduisante, pratique. C'est le merchandising le plus en vogue ces dernières années, que ce soit en GSS ou dans les nouveaux concepts de GSA. Selon les concepts les plus sophistiqués, c'est un travail qui mobilise l'imaginaire, le design, les cinq sens. La contribution de l'ILV (information sur le lieu de vente), du mobilier et de la PLV (publicité sur le lieu de vente) est décisive dans la réussite de toute action merchandising.
Le merchandising motive, attire le client et différencie le point de vente par le poids des promotions, du design et des attractions. La création de ces espaces est gérée par des designers, graphistes ou scénographes professionnels qui créent un environnement propice à la compréhension du produit et de son univers. Fer de lance de ces techniques récentes, l'industrie du luxe investit énormément dans l'élaboration de chartes d'espaces pour leurs marques et leurs produits ainsi que dans la fabrication d'outils de PLV (publicité sur le lieu de vente) et dans l'implantation sur les points de vente. Ces animations, souvent temporaires, permettent de créer de la visibilité sur un produit spécifique et d'augmenter les ventes. Les marques installent aussi des espaces permanents et dédiés dans de nombreux points de vente généralistes, créant ainsi une boutique où l'image de marque est contrôlée.
Le merchandising est également utilisé dans la production de séries télévisées enfantines d'animation, permettant ainsi un refinancement partiel préalable de ces productions grâce à la vente anticipée des droits de reproduction des héros de ces séries sur les produits les plus divers. Le métier de visual merchandiser, peu connu, consiste à mettre en scène les produits, à leur donner vie dans un univers qui leur est dédié et dans lequel leurs valeurs, qualités, peuvent s'exprimer. Les vitrines, les présentoirs, et tout ce qui comprend un logo ou un produit dans un point de vente peut être considéré comme du merchandising.